# Vouliagmeni
Vouliagmeni (en griego, Βουλιαγμένη, AFI: [vuʎaɣˈmɛni]) es un asentamiento costero, parte del Complejo Urbano de Ática, ubicado a 25 km al sur del centro de Pireo. Está construido a orillas del golfo Sarónico. Junto con el islote de Hidrousa, constituyen la Unidad Municipal de Vouliagmeni, situada en el municipio de Vari-Voula-Vouliagmeni. Su población, según el censo de 2011, es de 4 180 habitantes. Es una de las zonas más caras de Grecia.

## Información histórica

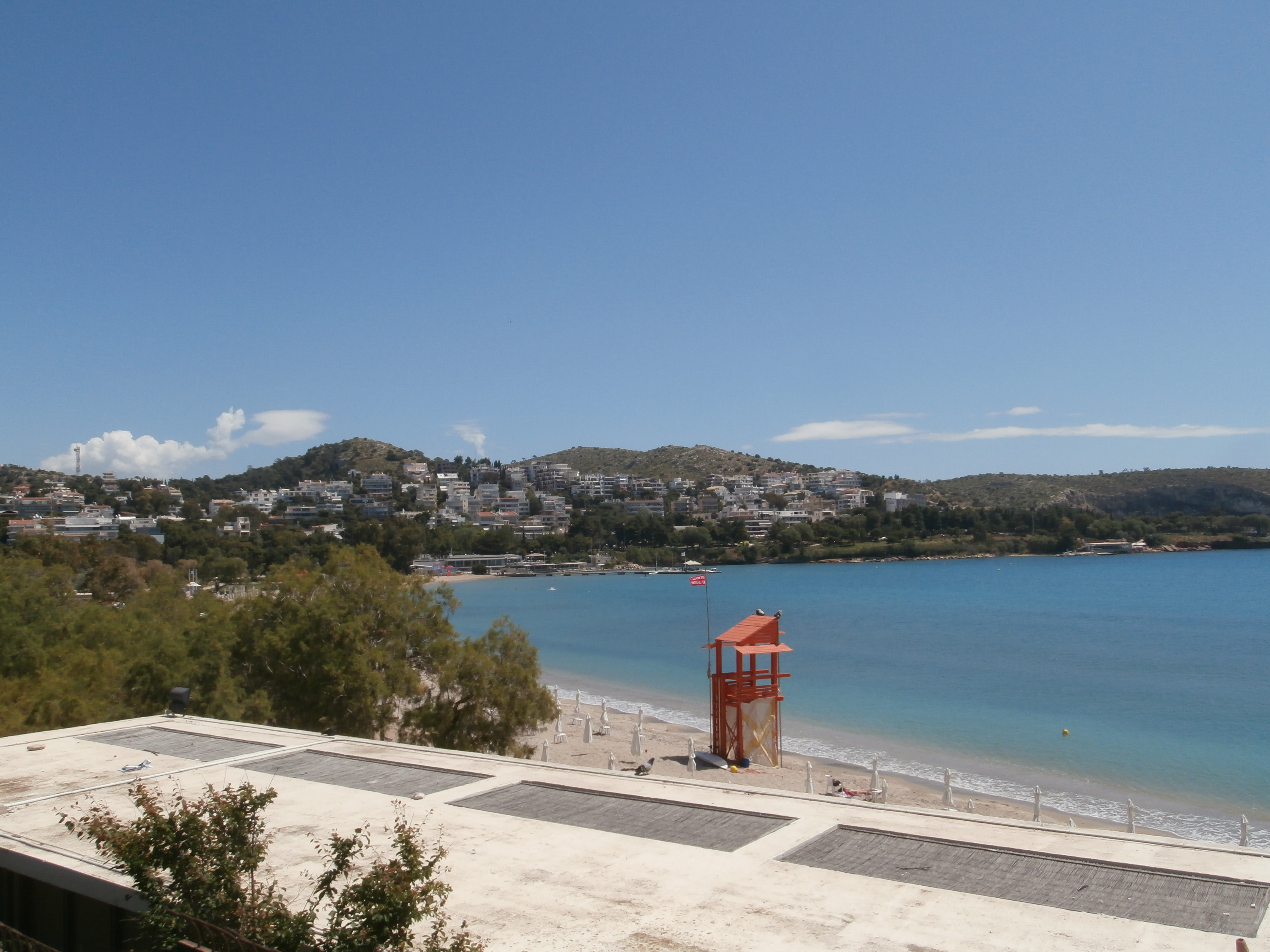
Playa de Akti Vouliagmeni.

Vouliagmeni fue inicialmente una zona turística, en la que se desarrollaron gradualmente grandes unidades hoteleras. El asentamiento perteneció administrativamente a la comunidad de Koropi hasta el año 1929. De 1929 a 1935 fue un asentamiento de la comunidad de Vari, mientras que desde 1935 fue una comunidad separada. La comunidad de Vouliagmeni fue reconocida como municipio en 1985. El municipio de Vouliagmeni se mantuvo hasta 2010, cuando fue abolido con la implementación del programa Calícrates y se unió al municipio de Vari-Voula-Vouliagmeni. El asentamiento de Vouliagmeni, debido a la creciente expansión residencial de los suburbios del sur, se ha unido hoy con el complejo urbano de Atenas.
En las últimas décadas, Vouliagmeni se ha convertido en la zona más cara de los suburbios del sur de Ática para la vivienda y una de las más caras de Europa.
Las playas de Vouliagmeni han mantenido constantemente banderas azules durante muchos años, debido a la excelente calidad del agua y al alto nivel de su infraestructura.

## Población
Evolución de la población:
| Año       | 1940 | 1951  | 1961  | 1971  | 1981  | 1991  | 2001  | 2011  |
| Población | 694  | 1 674 | 1 621 | 1 469 | 2 743 | 3 450 | 6 442 | 4 180 |

## Historia administrativa

### Presidentes de la Comunidad de Vouliagmeni
Los presidentes de la Comunidad de Vouliagmeni fueron:
- 1937-1945 Takis Papavasiliou
- 1945-1946 Ioakim Lagias
- 1946-1948 Georgios Olimpitis
- 1948 Dimitrios Tzortzakis
- 1951-1954 Georgios Olimpitis
- 1954-1955 Dionysis Fournarakis
- 1955-1956 Panos Adamopoulos (1906-1975) Doctor. Procedente de Tegea.
- 1956-1960 Lambros Lambropoulos
- 1961-1964 Damianos Charalambidis
- 1964-1973 Panos Adamopoulos (segundo mandato)
- 1973-1974 Christos Panagiotidis
- 1975-1985 Patrikios Karageorgos

### Alcaldes de Vouliagmeni (1985-2010)
La comunidad fue reconocida como municipio el 28 de mayo de 1985.
- 1985-1986 Patrikios Karageorgos
- 1987-2010 Grigoris Kasidokostas